# Uncinotarsus pellucidus
Uncinotarsus pellucidus is een vlokreeftensoort uit de familie van de Unciolidae. De wetenschappelijke naam van de soort is voor het eerst geldig gepubliceerd in 1964 door L'Hardy & Truchot.